# Maison de Bargues
La maison de Bargues est une maison située en France sur la commune de Salers, en région Auvergne-Rhône-Alpes, datant des XVe et XVIe siècles.

## Localisation
Le monument se trouve rue des Nobles dans le centre de Salers.

## Historique

### Protection
Les façades, les toitures ainsi que le passage voûté sont classés au titre des monuments historiques par arrêté du 21 décembre 1951.